# Casino Odense
Casino Odense er et dansk kasino, som ligger i tilknytning til Radisson Blu H.C. Andersen Hotel tæt ved H.C. Andersens Hus i Odense. 
Kasinoet åbnede på H.C. Andersens fødselsdag den 2. april 1991, med en tildelt licens fra Justitsministeriet fra oktober 1990 til at udbyde spil på blackjack og roulette. 
Casino Odense ejes af Casinos Austria International GesmbH, Østrig.